# Acorn System 2

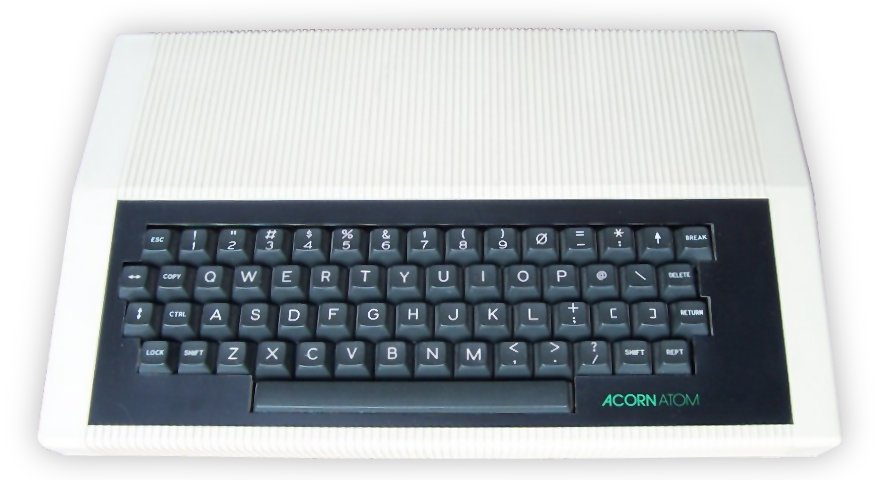
El diseño del teclado del System 2 también sirvió para la carcasa del Acorn Atom.

El Acorn System 2 se ofreció como un sistema por Acorn Computers desde 1980. Fue el sucesor al Acorn Microcomputer (renombrado después como Acorn System 1).
El sistema tenía cuatro tarjetas de circuitos integrados Eurocard montadas en un armazón de 19 pulgadas sobre una placa base de 8 bahías, más un teclado externo opcional. Las cuatro tarjetas con circuitos integrados (TCI) tenían:
- Una tarjeta con la CPU, conteniendo un microprocesador 6502 a un 1 MHz, la interfase del teclado, y una ROM de 2K con el sistema operativo de casete (La tarjeta con el 6502 se podía cambiar por una con un 6809.[1])
- Una tarjeta VDU (Video Display Unit), que proporcionaba una presentación estándar de 40×25 caracteres de teletexto, basadas en un controlador CRT MC6845 y un generador de caracteres de teletexto SAA5050.
- Una tarjeta enlace para conectar un casete.
- Una tarjeta de memoria RAM de 4K y una ROM de 4K con BASIC. Se podían añadir 4K más de RAM, y una ROM extra de 4K con rutinas de punto flotante y funciones científicas.

La tarjeta de la interfase de la CPU y del casete fueron las mismas tarjetas que se usaron en el System 1, pero con el miniteclado y la minipantalla LED del último sin usar. El sistema se podía ampliar con cualquiera de las Eurocards estándar de Acorn para añadir más funcionalidad.  
En 1982 se vendía por 320 libras (1200 euros de 2022), o 480 libras (1900 euros de 2022) con la fuente de alimentación, más 136 libras más (525 euros 2022) por el teclado opcional.

## referencias
1. ↑  «Acorn».
2. ↑  Acorn System 2, Chris's Acorns
3. ↑  Control Universal Ltd catalogue, section 4, page 4.2, 1982.

- Datos: Q3604597